# Couratari multiflora
Couratari multiflora är en tvåhjärtbladig växtart som beskrevs av Pierre Joseph Eyma. Couratari multiflora ingår i släktet Couratari, och familjen Lecythidaceae. Inga underarter finns listade i Catalogue of Life.